# Avaskularna nekroza
Avaskularna nekroza, ( lat. necrosis aseptica ossium ), sterilna (aseptična) nekroza , ishemična nekroza , je bolest kosti nastala zbog privremenog ili trajnog poremećaja u snabdevanju krvlju područja kostiju. Bez krvi, koštano tkivo umire a kosti propadaju. Ako avaskularna nekroza obuhvati i koštani deo zgloba, to često dovodi i do uništenja zglobne površine kostiju (лат. Osteochondritis dissecans).

## Istorija
Pojam avaskularne nekroze glave butne kosti postoji u ortopedskoj literaturi dugi niz godina, a prvi dokazi datiraju sa otkrivanjem toga stanja u egipatskim mumijama.
1794. James Russell iz Edinburga prvi je opisao simptome bolesti, ali u etiologiji tih slučaja preovladavala je infekcija.
U 1888. Konig prvi opisuje nekrozu u glavi butne kosti kod odrasle osobe, bez infekcije. Iste godine Twynam uočava pojavu nekroze pojedinih delova kosti, koja je značajno češća kod kesonskih radnika i iznosi pretpostavku da je ona najverovatnije uzrokovana pritiskom gasova.

## Mehanizam nastanka
Mehanizmi nastanka avaskularne nekroze su raznovrsni, ali prema navodima u brojnoj literaturi, najčešće nastaje kao; 
- Posledica traume koja dovodi do iščašenja kuka, supkapitalnih ili preloma vrata butne kosti,[4]
- Posledica hronične zloupotrebe alkohola,[5]
- Posledica stanja koja su povezana sa hroničnom, dugotrajnom terapijom kortikostroidnim preparatima,[6][7]
- Posledica otpuštanja velike količine tromboplastina u krv (trudnoća, maligne i neke zapaljenjske crevne bolesti).
- Boravka u sredini povišenog pritiska vazduha (kod ronioca, kesonskih radnika itd), praćen dekompresionom bolešću[8].
- Komplikacija lečenja epifiziolize proksimalne epifize butne kosti,
- U sklopu anemije srpastih ćelija kako kod dece tako i kod odraslih,
- Posledica vaskularne kompresije, hipertenzije, vasculitisa, tromboza,[9]
- Oštećenja izazvana zračenjem,[10]
- Udružena sa reumatoidnim artritom i lupusom
- Sporadična idiopatske avaskularne nekroze glave butnjače koja nije posledica traume, niti se nalaze u sklopu nekog od navedenih stanja.[11][12][13] Pojava avaskularne nekroze u periodu adolescencije, (od početka puberteta pa sve do sticanja pune koštane zrelosti) je retka i prati je mnogo nejasnoća i protivrečnosti, pa kako nema pravi naziv opisuje se pod više sinonima;
  -  nastao posle dvanaeste godine,
  - Disekantni osteohondritis glave butne kosti,
  - Subhondralni prelom glave butne kosti u adolescenata (Chandlerov prelom),
  - Produžena faza ,
  - Avaskularna nekroza glave butne kosti u drugoj deceniji.[14]

Iako navedene promene mogu uticati na bilo koju kost, a oko 50% slučajeva pokazuju višestruke oblike oštećenja, avaskularna nekroza prvenstveno napada zglobove ramena, kolena, i kukova.

## Epidemiologija
Avaskularna nekroze obično pogađa ljude između 30 i 50 godina starosti; kod oko 10.000 do 20.000 ljudi u SAD, svake godine javlja se avaskularna nekroze kosti u čemu prednjači butna kost.
Najčešći uzrok avaskularne nekroze je trauma. Netraumatski oblik bolesti češće pogađa muškarce nego žene.
Avaskularna nekroza javlja se obostrano na parnim organima (kost, zglob) u > 60% slučajeva.
Incidenca adolescentne (dečje) idiopatske avaskularne nekroze glave butne kosti ostaje nepoznata i teško uočljiva. Ipak, poznato je da znatno češće pogađa decu muškog pola, u odnosu 4:1, kao i da se učestalije javlja između trinaeste i šesnaeste godine života. Do sada nisu prepoznati eventualni predispozicioni tipovi adolescenata.

## Patoanatomija
U svom razvoju avaskularna nekroza prolazi kroz 5 faza; 
| Faze bolesti | Znaci bolesti                                      |
| faza         | Nedovoljan priliv krvi i stadijum nekroze          |
| faza         | Fragmentacija kosti                                |
| faza         | Resorpcija kosti i ulomci iz okolnog zdravog tkiva |
| faza         | Revaskularizacija kosti (faza oporavka)            |
| faza         | Pojave zaostalih deformiteta-artroza               |

Kada su oštećena zahvatila malu površinu kosti, vremenom sa uspostavljanjem potpune cirkulacija, dolazi do potpunog ili delimičnog oporavka kosti. Proces oporavka je neefikasan kad je zahvaćena veća površina kosti. U tom slučaju, preovladava česta pojava lomljenja kosti nad formiranjem nove kosti a nastaje i propadanje glave butne kosti (nastaje koksartroza).

## Klinička slika
U ranim fazama avaskularne nekroze, pacijenti su bez ikakvih simptoma. Kako bolest napreduje, većina pacijenata oseća bolove u zahvaćenom zglobu-u početku, samo kad svom težinom opterećuju bolešću pogođeni deo tela, a kako bolest napreduje bolovi se javljaju i u mirovanju. Bolovi se obično razvijaju postepeno i u početku su blagi ali mogu biti i intenzivni. 
Ako avaskularna nekroza napreduje, a kost i njena okolina sve više propadaju, bolovi se sve više pojačavaju i postaju neizdržljivi. Bolovi mogu biti toliko jaki da ograničavaju pacijentu obim pokreta u pogođenom zglobu. U nekim slučajevima, posebno onim koji se odnose na zglob kuka, razvija se osteoartritis koji umanjuje radnu sposobnost i kretanje bolesnika.
Vremenu između prvih simptoma i gubitka funkcija, bolešću zahvaćenih kostiju i zglobova, različite su za svakog pacijenta, i obično su u rasponu od nekoliko meseci do više od godinu dana.

## Dijagnoza
Zbog nedostatka objektivnih parametara oboljenja, bolesnici se ponekad ne shvataju ozbiljno a dijagnoza se postavlja sa velikim zakašnjenjem. Kod većine bolesnika u početnoj fazi, avaskularne nekroze, postoji velika razlika između verodostojnog kliničkog nalaza, sa jedne strane, i gotovo normalnih laboratorijskih analiza i radiografije, sa druge strane. 
Nakon obavljanja kompletnog fizičkog pregleda i pravilno uzete anamneze (koje zdravstvene proble ima bolesnik i koliko dugo), lekarima je na raspolaganju jedna ili više dijagnostičkih tehnika;
Laboratorijske analize
Analize krvi i mokraće standardnim metodama imaju za cilj da otkriju faktore rizika, kao što su; srpasta anemija, hiperkoagulacija, hiperurikemija.
Angiografija i flebografija -krvnih sudova;
Radiografija i radioskopija
Ggarija i skopija rendgrn zracima osnovna jer metoda dijagnoze avaskularne nekroze kosti, i ako često kasni i više meseci u odnosu na pojavu subjektivnih tegoba. Zato se rendgen dijagnostika uglavnom koristi u kasnijoj fazi avaskularne nekroze (praćenje toka bolesti i rezultata lečenja). Ficat i Arlet su na osnovu nativnih radiografija napravili klasifikaciju avaskularne nekroze glave butne kosti.
| Stepen promena | Opis promena |
| 0              | Dijagnoza se postavlja Nuklearnom magnetnom rezonancom ili Kompjuterizovanom tomografijom. Radiografski nalaz uredan. |
| I              | Početna osteoporoza, bez vidljive skleroze                                                                            |
| II             | Difuzna osteoporoza i skleroza. Mesto infrakcije je ograničeno koštanom reakcijom. Glava butne kosti sferična         |
| III            | Znak „mesečevog srpa“ ispod subhondralne kosti, predstavlja prelom. Zglobni prostor očuvan                            |
| IV             | Kolaps glave butne kosti, uz suženje zglobnog prostora                                                                |

Magnetna rezonantna tomografija (MRT))
MRT je vrlo dobra metoda za dijagnostikovanje avaskularne nekroze. Za razliku od rendgena, scintigrafije kostiju i CT (kompjuterizovana tomografija), ona otkriva hemijske promene u koštanoj srži i može pokazati avaskularnu nekrozu u najranijim fazama bolesti. Osim toga, magnetna rezonanca pokazuje obolela područja koja još ne izazivaju bilo kakve simptome.
Scintigrafija kostiju
Scintigrafija kostiju kao dijagnostička metoda u avaskularnoj nekrozi koristi se najčešće u bolesnika koji imaju normalne radiografske nalaze. 
Izvodi se tako što se specijalna boja koja je bezopasan radioaktivni materijal, ubrizgava u zahvaćene kosti, a zatim se kost slika posebnim kamerama. Slika prikazuje jače ili manje obojena područja zdrave ili oštećene kosti. 
Nedostatak scintigrafije kostiju je taj što ne otkriva avaskularnu nekrozu u najranijim fazama.
Kompjuterizvana tomografija
CT scan je tehnika koja pruža lekaru trodimenzionalnu sliku kosti. Ona takođe pokazuje „preseke” kosti u više nivoa, čineći sliku mnogo jasnijom nego X-zračenje i scintigrafija kostiju. 
Neki lekari osporavaju korist ovog testa za dijagnostkovanje avaskularne nekroze, jer dijagnoza obično može biti donesena bez CT scan. Međutim CT Scan može biti korisne u određivanju stepena oštećenja kostiju.
Biopsija
Biopsija je hirurški postupak u kojem se tkivo zahvaćen kosti pregledava pod mikroskopom. Iako je biopsija odlučujući način za dijagnostikovanje avaskularne nekroze, ona se retko koristi jer zahteva operaciju.
Funkcionalni testovi
Tstovi, poput onih za merenje pritiska unutar kosti koristite se kao dijagnostička metoda, kada lekar sumnja da pacijent ima avaskularnu nekrozu, uprkos normalnim rezultatima rendgena, scintigrafije kostiju i magnetne rezonance. 
Ovi testovi su vrlo osjetljivi na otkrivanje povećanog pritiska unutar kosti, ali zahtevaju operaciju.

## Terapija
Lečenje avaskularne nekroze je dugotrajan proces i sprovoda ga specijalisti ortopedije i fiziklane medicine i rehabilitacije:

### Rana terapija
U ranoj fazi bolesti, lečenje avaskularne nekroze počinje sa:
- strogim mirovanjem ili uz primenu imobilizacije (ortozama, livenim gipsanim udlagama itd.),
- masažom i drugim fizikalnim procedurama,
- primenom lekova: a) za smanjenje masnih materija (lipida) koji zajedno sa kortikosteroidima utiču na otklanjanje poremećaja zgrušavanja krvi i b) nesteroidni antireumatici i analgetici u cilju smanjenja bolova i
- regulacija telesne težine (smanjenje),[17]
- hiperbarična oksigenoterapija[19]

### Terapija u kasnoj fazi bolesti
U kasnijoj fazi bolesti primenjuje se
Hirurškoortopedsko lečenje
- uklanjanje kostiju i sekvestara nekrotizirane hrskavice,
- presađivanje očuvane netaknute kosti,
- rekonstrukcija koštanozglobnih struktura primenom artrodeza ali po strogim indikacijama i
- ugradnja endoproteze (što je uglavnom prihvatljivo za bolesnike starije životne dobi, jer značajno ometa normalan život mladih osoba).

Hiperbarična oksigenoterapija

## Prevencija
Kako bi umanjili rizik od avaskularne nekroze potrebno je sprovoditi sledeće mere prevencije;
- Kortikosteroide koristiti u terapiji samo kada je to neophodno u što manjoj dozi i u što kraćem vremenu, što je više moguće,
- Da bi se spriječila avaskularna nekroza uzrokovan dekompresionom bolešću (dysbarisam), moraju se poštovati prihvaćena pravila za dekompresiju prilikom ronjenja, ili kada se izvode radovi u hermetičkim okruženjima.
- Prekomerna uporabe alkohola i pušenja se ne preporučuje,
- Različite lekove (npr. inhibitori zgrušavanja, vasodilatori, regulatori lipida, droge) i njihovu upotrebu treba izbegavati ili ograničiti kod pacijenata sa visokim rizikom.

## Spoljašnje veze
|  | Molimo Vas, obratite pažnju na važno upozorenje u vezi sa temama iz oblasti medicine (zdravlja). |